# Pachycereus
Pachycereus és un gènere de 9-12 espècies de grans cactus, natius de Mèxic i en el sud d'Arizona, EUA. Formen grans arbusts o petits arbres de fins a 5-15 metres d'altura amb un diàmetre d'1 metre.

## Taxonomia
- Pachycereus gatesii
- Pachycereus gaumeri
- Pachycereus grandis
- Pachycereus hollianus
- Pachycereus marginatus
- Pachycereus militaris
- Pachycereus pecten-aboriginum
- Pachycereus pringlei
- Pachycereus schottii
- Pachycereus weberi

Pachycereus pringlei és un dels més grans cactus de l'espècie en el món, aconseguint un record màxim de 19.2 m (Salak 2000).

## Sinonímia
- Backebergia Bravo
- Lemaireocereus Britton i Rose
- Lophocereus (A.Berger) Britton i Rose
- Marginatocereus (Backeb.) Backeb.
- Mitrocereus (Backeb.) Backeb.
- Pterocereus T.MacDoug. i Miranda